# Emittenti televisive internazionali in lingua italiana
Le emittenti televisive extraitaliane in lingua italiana sono emittenti che trasmettono in lingua italiana, pur avendo sede all'estero. Nonostante il peso assai ridotto in termini di ascoltatori, hanno avuto grande importanza in Italia negli anni '70, rappresentando l'unica alternativa ai due canali della Rai, allora concessionaria in monopolio del servizio radiotelevisivo italiano.

## Storia

### Gli anni '70
Negli anni '70 le principali emittenti dall'estero in lingua italiana sono Telemontecarlo, la Radiotelevisione svizzera di lingua italiana e TV Koper-Capodistria, già trasmesse a colori prima dei due canali in bianco e nero della Rai. I quotidiani e i settimanali italiani in questo periodo riportano nelle loro edizioni i palinsesti di TeleCapodistria assieme a Telemontecarlo, alla TV della Svizzera Italiana TSI. Quest'ultima, che trasmette dal vicino Canton Ticino, era perfettamente visibile su buona parte della pianura padana.
Molti sono i volti nuovi della televisione italiana che lavorano in epoche di monopolio per le emittenti estere. Per la Televisione svizzera di lingua italiana lavorano Corrado e Enzo Tortora.
Molti dei protagonisti delle televisioni estere in lingua italiana passano poi alle televisioni locali italiane.
La Rai fa particolare attenzione a questa concorrenza di trasmissioni in lingua italiana, ma provenienti da altri paesi e invoca l'applicazione delle norme che stabiliscono la riserva in esclusiva allo Stato (e alla Rai per atto di concessione) dei servizi di telecomunicazioni. Molti dei magistrati investiti della questione iniziano l'azione penale ma accolgono la richiesta di investire la Corte Costituzionale sulla questione di legittimità costituzionale della normativa esistente. La Corte con la sentenza 225/1974 accoglie le censure alla normativa che stabilisce il monopolio Rai, stabilendo anche la legalità dei ripetitori situati sul territorio italiano.
In conseguenza di detta pronuncia è emanata la nuova disciplina mediante la legge 103/1975, la cosiddetta "legge di riforma". Una successiva sentenza, la 202 del 1976, ammette alle trasmissioni via etere anche le emittenti locali italiane, che in tal modo sottraggono pubblico alle emittenti estere.

### Gli anni '80
Nel frattempo, però la Rai ha perso il monopolio per il sorgere di innumerevoli televisioni locali. Tuttavia ancora negli anni '80, diversi cantautori italiani, non trovando spazio nella televisione italiana, vanno a cantare o a rilasciare interviste alla televisione svizzera.

## La disciplina dell'Unione europea
Nel 1989 l'Unione europea emana una direttiva (Televisione senza frontiere) per disciplinare le trasmissioni transfrontaliere, ma ormai, per le trasmissioni in lingua italiana, la fase di largo interesse del pubblico televisivo è terminata.

## Emittenti televisive italofone fuori dall'Italia

### Canada
- Telelatino
- TLN HD
- Sky TG 24 Canada
- Mediaset Italia Canada

### Città del Vaticano
- Vatican Media
- Vatican Media HD

### Francia
- Euronews

### Lussemburgo
- LUXE.TV
- LUXE.TV HD

### Malaysia
- Astro Bella

### San Marino
- San Marino RTV
- San Marino RTV 2
- San Marino RTV Sport
- San Marino RTV Sat

### Slovenia
- TV Koper-Capodistria

### Stati Uniti
- WZRA-CA

### Svizzera
- RSI LA1
- RSI LA1 HD
- RSI LA2
- RSI LA2 HD
- TeleTicino

## Emittenti passate
- Svizzera 4 (1995-1997)
- HD Suisse (2007-2012)
- Telemontecarlo (oggi LA7) (1974-2001)
- Sky TG24 USA (2004-2008)
- Video Italia Canada (2005-2007)
- Leonardo World Canada (2005-2007)
- Agon Channel (2014-2015)
- Tele Malta (1976)[10]